# Deutscher Baugerichtstag
Der Deutsche Baugerichtstag (DBGT) ist ein Verein, der von Rolf Kniffka initiiert und als Präsident seit dem Jahr 2006 geleitet wurde. Im Mai 2012 folgte ihm der ehemalige Richter am Bundesgerichtshof Stefan Leupertz nach.

## Aufgabe und Organisation
Der Deutsche Baugerichtstag stellt das wichtigste Sprachrohr der Baujustiz und der Baujuristen, aber auch Baupraktiker gegenüber der Gesetzgebung dar. In einem Turnus von zwei Jahren, erstmals 2006 in Hamm, treffen sich alle maßgeblichen Repräsentanten des deutschen Baurechts zum Erfahrungsaustausch und zur Entwicklung von Resolutionen, die an maßgeblicher Stelle im zuständigen Bundesjustizministerium eingebracht werden.
Dem Deutschen Baugerichtstag gehören sowohl einzelne Persönlichkeiten aus Richterschaft, Anwaltschaft, Universitäten und Hochschulen sowie der Bauwirtschaft ebenso an wie Behördenvertreter und Politiker.
Ein besonderes Gewicht erhält der Baugerichtstag in Form der Unterstützung durch die maßgeblichen Baurechtsvereinigungen in Deutschland wie zum Beispiel:
- Deutsche Gesellschaft für Baurecht e.V. (Vorsitzender: Burkard Siebert)
- ARGE Baurecht im Deutschen Anwaltverein (Vorsitzende: Birgit Franz)
- CBTR Centrum für Deutsches und Internationales Baugrund- und Tiefbaurecht e.V. (Präsident: Florian Englert)
- Institut für Baurecht Freiburg i. Br. e.V. (Vorsitzender: Jochen Glöckner)
- Architekten- und Ingenieurkammern
- Bauindustrieverbände etc.

In derzeit sieben Arbeitskreisen werden Thesen gesammelt, diskutiert und zu einer abschließenden Abstimmung geführt. Die so gewonnenen Ergebnisse „aus der Praxis für die Praxis“ werden sodann vom Präsidium des Deutschen Baugerichtstags in Antragsform gebracht und nebst den einschlägigen Begründungen an die verantwortlichen Ministerien – im Regelfall das Bundesjustizministerium – weitergeleitet.